# Kaap Willemsduin
Kaap Willemsduin is een houten kaap in het Willemsduin op het oostelijkste deel van het Waddeneiland Schiermonnikoog. Ze wordt gebruikt als markeerpunt voor de rijksdriehoekscoördinaten en dient of diende als dagmerk voor de scheepvaart. De kaap staat in het Nationaal Park Schiermonnikoog en is vanaf het eiland alleen te bereiken via het Bouwe Hoekstrapad vanaf Kaap Kobbeduinen, de andere kaap op het eiland, of via een zijpad van het Waterstaatpad, dat langs de Stuifdijk is aangelegd.

## Geschiedenis
In 1731 werd begonnen met het plaatsen van ongeveer 20 kapen/bakens bij Schiermonnikoog. In 1766 werd begonnen met de bouw van een nieuwe grote kaap en een kleinere kaap op het eiland. In 1931 werd een baken op het Willemsduin geplaatst, dat in 1967 werd vervangen. Dit baken werd in juli 2018 weer vernieuwd.

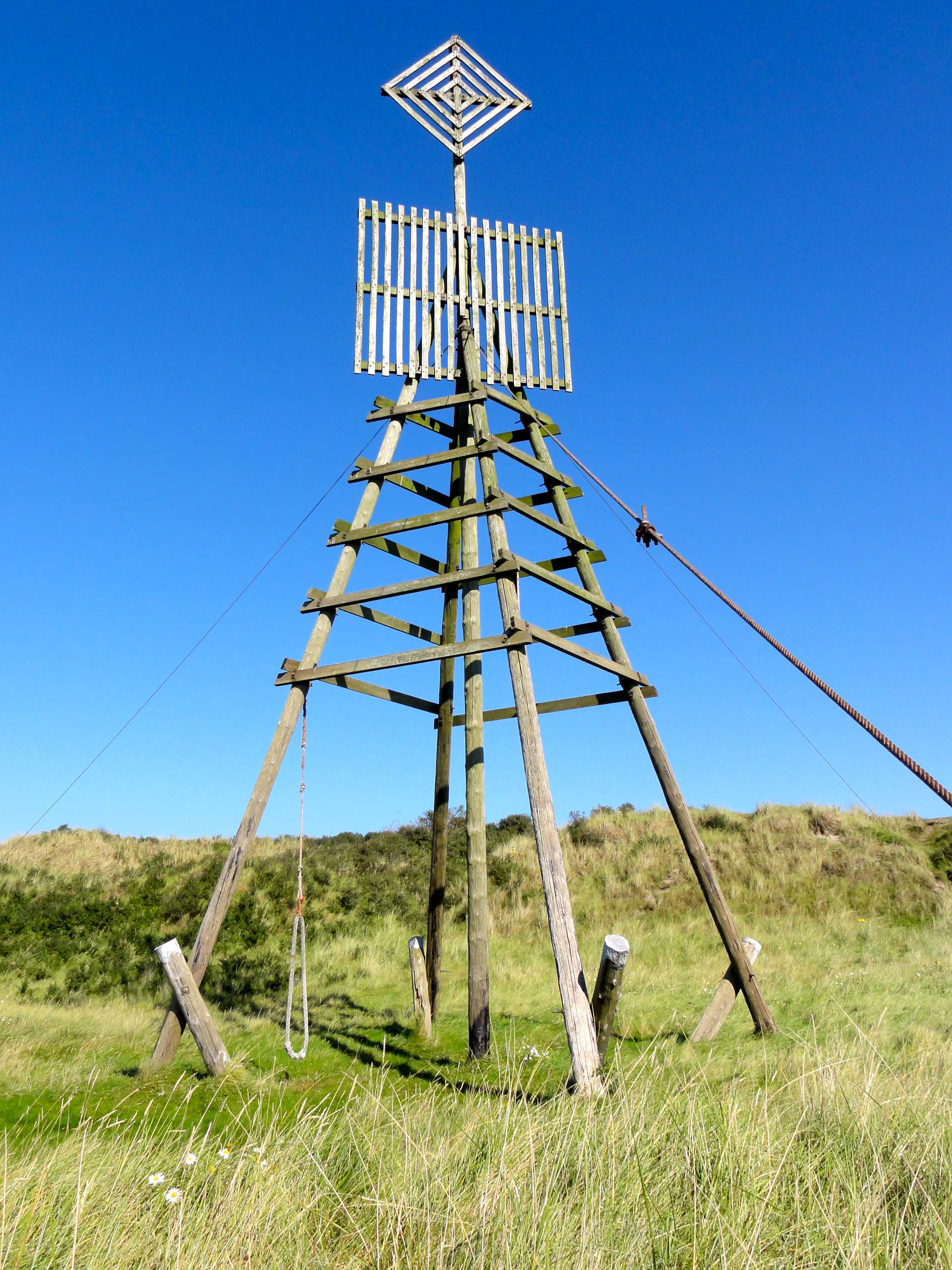
Het oude baken anno 2011
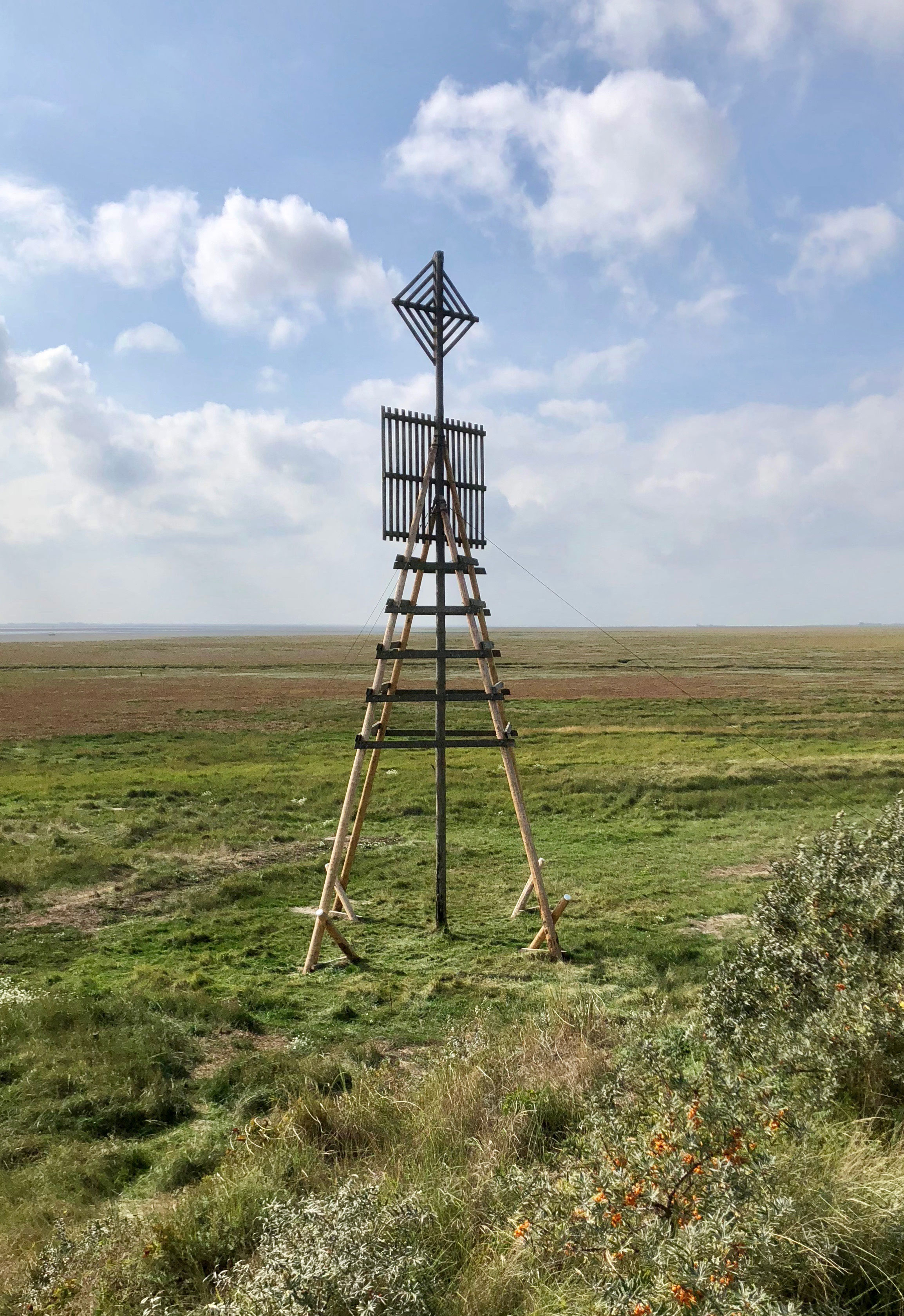
Het in 2018 vernieuwde baken
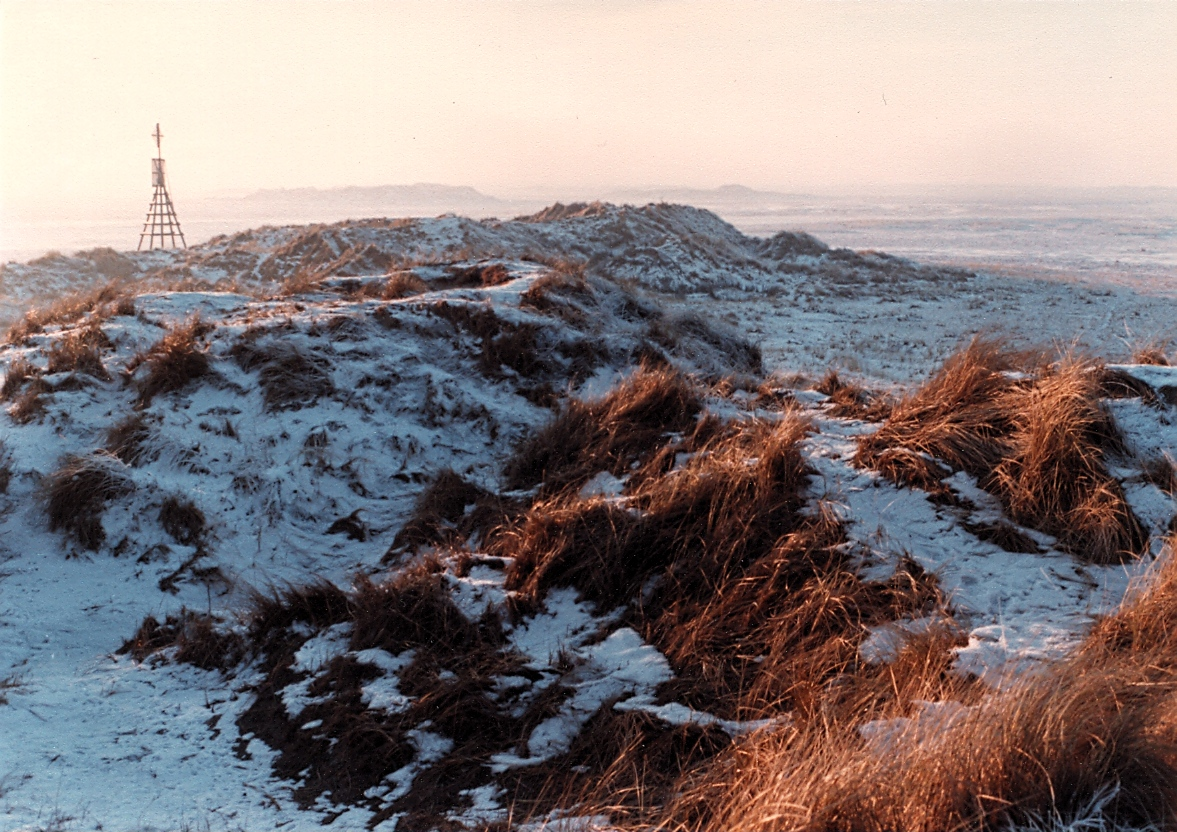
Willemsduin in de winter 1982
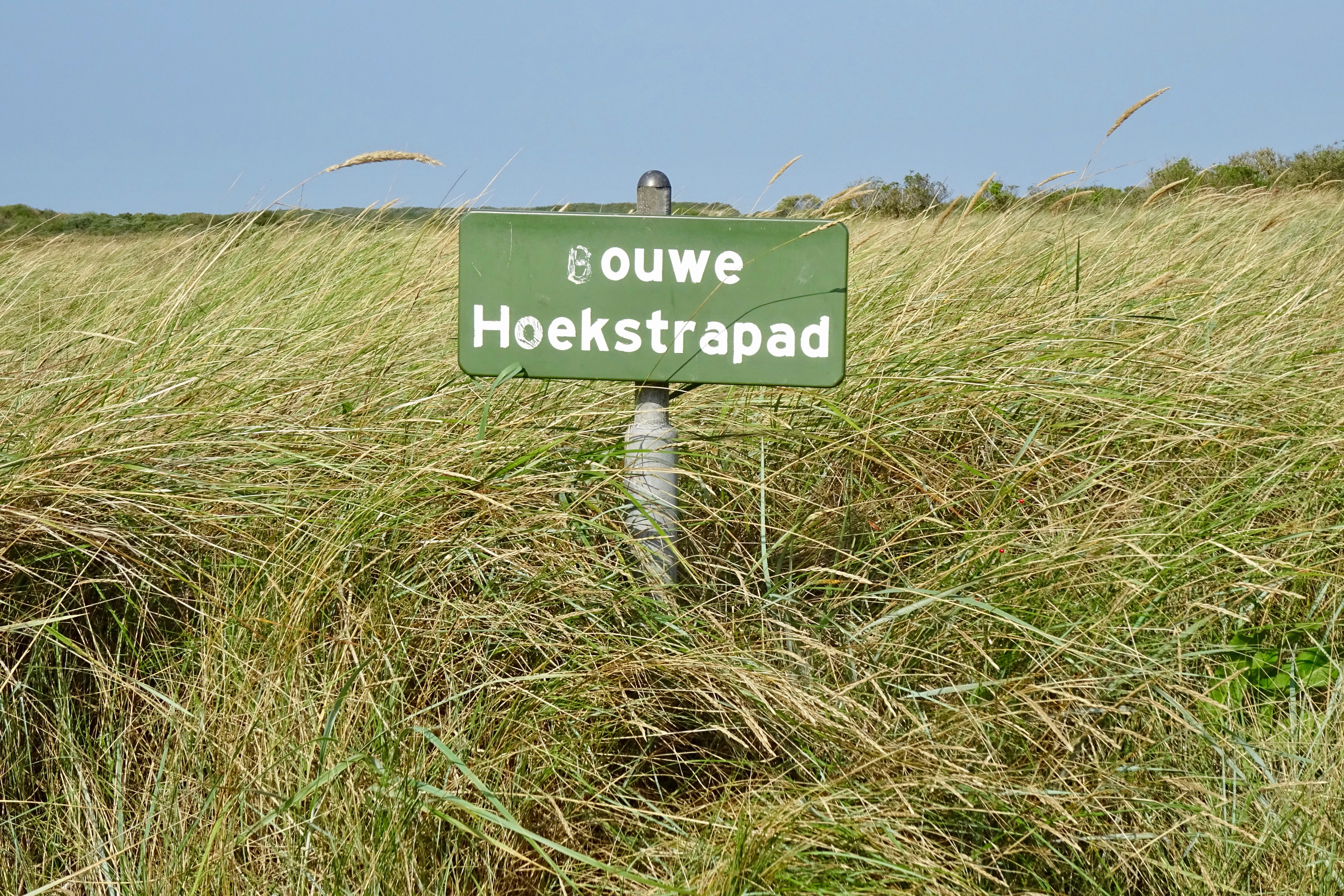
Bouwe Hoekstrapad tussen Kobbeduinen en Willemsduin